# Ross-Ollastjärnen
Ross-Ollastjärnen är en sjö i Hudiksvalls kommun i Hälsingland och ingår i Delångersåns huvudavrinningsområde.